# Flunch
 (novembre 2023).
Flunch (prononcé en anglais : [flʌntʃ], en français : [flœnʃ] et stylisé f!unch depuis 2022) est une chaîne de restauration en libre-service française. Elle est présente en France, en Espagne, en Italie et en Pologne. Cette chaîne est exploitée par la société Flunch qui appartient au groupe lillois Agapes Restauration de la famille Mulliez.

## Histoire

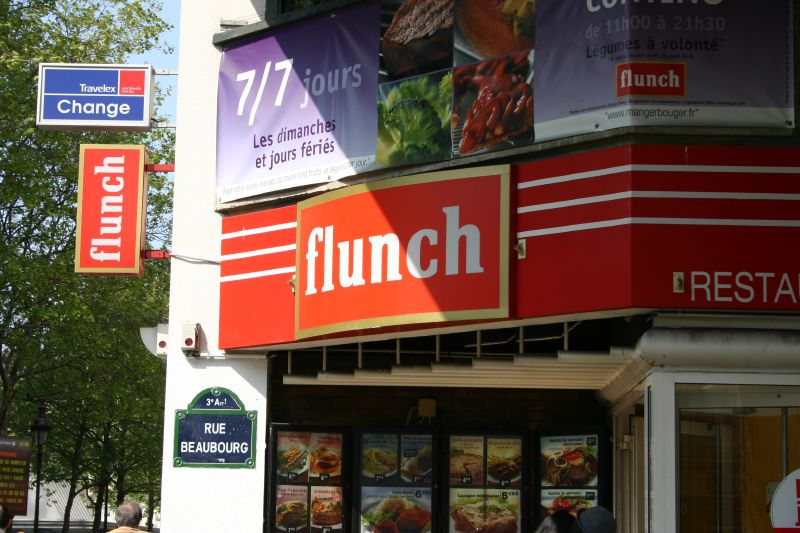
Un restaurant dans le 3e arrondissement de Paris, sur la rue Beaubourg.

Le premier restaurant est ouvert au centre commercial Englos (Nord) en 1971. Le concept était de faire rester les clients de la galerie du centre commercial le midi pour le repas. En 1999, l'enseigne lance un réseau franchisé qui compte 65 implantations fin 2010.[réf. souhaitée]
En 2007, le président est Jean Louis Landrieux et le nom collectif Fonciflu Flunch (cogérant : Gaétan Mulliez, associé-gérant : Flunch) pour une activité de location de biens immobiliers.[réf. souhaitée] L’ouverture du premier Flunch est réalisée par B.Broutin et son équipe.
Dans les années 2010, Flunch connaît une baisse du nombre de ses clients. Il existe deux principales raisons à ce phénomène. D'abord, la baisse de la fréquentation des centres commerciaux, où sont majoritairement implantés les restaurants Flunch. Mais aussi le concept qui est un peu vieillissant. Pour tenter de se relancer Flunch repense son offre et diminue ses prix. Des formules à 9,95 € pour le repas du midi et une formule enfant à 3,95 €. Elle lance également une offre traiteur qui propose la livraison à domicile sur la métropole Lilloise et le retrait en restaurant 7 jours sur sept dans toute la France. L'entreprise nordiste a initié en septembre 2015 un test de service au volant, le concept de drive-in dans la commune d'Englos. La commande se fait grâce à une application mobile ou grâce à des bornes interactive sur les parkings des centres commerciaux. L'enseigne espère généraliser le drive-in dans tous les restaurants d'ici l'Euro de football 2016 et lancer en 2015 une dizaine de Flunch Café.
En août 2018, l'enseigne commence sa collaboration avec l'application Too Good To Go visant à réduire le gaspillage alimentaire. Cette collaboration s'effectue dans le programme de la responsabilité sociétale des entreprises de l'enseigne à l'horizon 2025. Ainsi, ce sont neuf restaurants qui adhèrent au partenariat à cette date[source insuffisante].
Octobre 2018 : la fermeture de plusieurs restaurants déficitaires est annoncée.
Le 11 octobre 2018, un nouveau programme de fidélité nommé Myflunch est lancé sous forme d'une carte physique ou dématérialisée. Celui-ci permet aux clients d'obtenir des offres personnalisables et à différentes types de récompenses. À cette date, l'enseigne compte 650 000 clients et espère en obtenir 200 000 clients supplémentaires dans les mois à venir[source insuffisante].
En août 2019, l'enseigne lance un nouveau robot conversationnel baptisé Chabot en collaboration avec Mc2i Groupe. Ce nouvel outil, accessible en tout temps, permet aux 160 unités présentes en France de traiter différents domaines administratifs ou logistiques[source insuffisante].
En janvier 2021, Flunch demande son placement sous procédure de sauvegarde après une année 2020 marquée par une chute du chiffre d'affaires de près de 212 millions d'euros, soit 57% par rapport à 2019,. Cette décision devrait provoquer la suppression de 1 300 postes sur 5 000 salariés ainsi que la fermeture de 50 restaurants sur les 161 qui sont détenus hors franchise.
Le 29 janvier 2021, le tribunal de commerce de Lille valide la demande procédure de sauvegarde pour une durée de six mois renouvelables. La direction de Flunch espère la vente de 60 établissements.
Début avril 2021, une centaine de salariés manifeste devant les bureaux de la famille Mulliez afin de protester contre les conditions du PSE. Les manifestants exigent de la galaxie Mulliez que les 1.300 salariés concernés par le PSE puissent être reclassés au sein de l'une des entreprises du groupe.
Mi avril 2021, un rapport d'audit épingle la direction de Flunch pour sa gestion au cours des précédentes années. Le rapport indique que "Flunch disposait des ressources financières pour faire face à la crise sanitaire et financer les investissements pour moderniser ses restaurants, mais le groupe a fait le choix de faire remonter les réserves dont disposait Flunch sous forme de dividende et privilégier le développement de ses autres enseignes". La direction indique espérer revenir à un niveau d'avant crise vers 2023.
Mi juin 2021, les partenaires sociaux indiquent l'adoption du PSE par le biais d'un accord signé. Ils expliquent que cet accord prévoit des conditions plus avantageuses que celles de départ. Au total, 39 restaurants vont subir une fermeture définitive et une dizaine devraient être repris. Ces fermetures ou reprises doivent toucher 1 200 salariés, dont au moins 800 ou 900 devraient perdre leur emploi. À l'origine de l'initiative, Flunch souhaitait se séparer de 1 300 salariés.
En juillet 2022, Baptiste Bayart, le PDG nommé au début de l'année 2022, dévoile la nouvelle feuille de route : « Pendant très longtemps, le concept n'a quasiment pas évolué. Or, le plateau un peu tristounet, le repas mangé tiède dans un décor vieillot, c'est fini. L'objectif est de transformer cette enseigne qui s'était paupérisée en une enseigne populaire, au sens noble du terme. »

## Caractéristiques

### Présentation
L'enseigne française est positionnée sur le segment de la restauration rapide. De ce fait les restaurants, ouverts 7 jours sur 7, s'apparentent à un libre-service, en proposant des menus classiques, avec entrée, plat (avec légumes à volonté) et dessert, mettant en avant la possibilité de manger équilibré pour un prix raisonnable comme accroche publicitaire.
Le ticket moyen est de 9,70 €.

### Étymologie
Le nom « Flunch » serait un mot-valise obtenu par la contraction des deux mots anglais : « fast » (rapide) et « lunch » (déjeuner).

## Données économiques, financières et commerciales

### Implantations et fréquentation

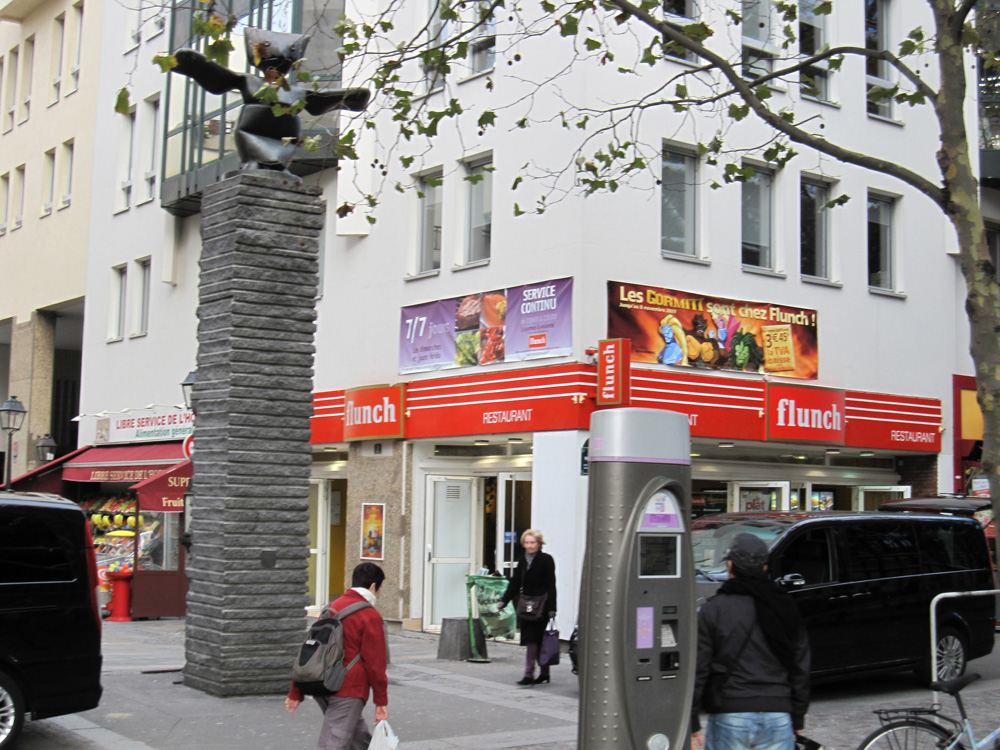
Un restaurant Flunch dans le 4e arrondissement Paris à proximité du centre Pompidou.

Flunch compte, en 2018, 200 restaurants en France, Espagne, Portugal, Italie, Pologne, et Russie dont 170 établissements en France au 29/10/2018.
Le plus grand restaurant de la chaîne implanté dans le centre commercial V2 à Villeneuve-d'Ascq (Nord) fait 2 500 m2 de surface pour 1 010 places assises dont 140 places en terrasse. Environ 1 500 clients y mangent le midi. En moyenne, les restaurants Flunch accueillent entre 400 et 600 clients le midi.
En 2018, le nombre total de clients s'élevait à 60 millions[source insuffisante].

### Chiffre d'affaires
Le chiffre d'affaires du groupe Agapes (Flunch + 3 Brasseurs + O'Sushi + le Petit Cuisinier + Amarine + Pizza Paï  + Sogood  + Il Ristorante + Salad & Co) aurait atteint 757 millions d'euros en 2017[source insuffisante]. Il reste le troisième groupe français de restauration[réf. nécessaire].

### Masse salariale
Le nombre de salariés est d'environ 10 000 en 2018. La majorité est en contrat à durée indéterminée et en temps partiel à 25 heures par semaine, pour une rémunération (juillet 2016) variant entre 9,68 € et 11,37 € de l'heure pour les employés[source insuffisante].

## Controverses
Flunch a perdu un procès pour avoir modifié le tube On va s'aimer de Gilbert Montagné et Didier Barbelivien. La chaîne de restauration avait repris l'air du refrain avec les paroles On va fluncher. Débutée en 1997, la bataille judiciaire aura duré neuf ans, pour s'achever le 5 décembre 2006 à la faveur des auteurs qui ont dû se pourvoir en cassation à deux reprises. La cour a rendu son verdict en vertu du principe d'ordre public de l'inaliénabilité du droit au respect de l'œuvre.

## Identité visuelle

Logo
Ancien logo de Flunch jusqu'en 2010
Logo de Flunch de 2010 à 2022
Logo de Flunch depuis mai 2022